# Girard II. (Roussillon)
Girard II. (deutsch Gerhard; † 1172) war ein Graf von Rosselló (Roussillon). 
Er war der einzige Sohn von Graf Gausfred III. und dessen Frau Ermengarde „Trencavella“. Der Vater hatte mehrere Jahre lang die Annullierung seiner Ehe und die Begünstigung eines Sohnes aus einem Konkubinat als Erbe verfolgt, was ihm allerdings von päpstlicher Seite stets verwehrt wurde. Nach dem Tod des Vaters bekam Girard II. von Papst Alexander III. in zwei Schreiben vom 19. August 1165 seine Legitimität bestätigt.
In seinem auf dem Sterbebett am 4. Juli 1172 verfassten Testament bestimmte Girard den Grafen von Barcelona und König von Aragón, Alfons II., zu seinem Erben.

## Weblink
- COMTES de Roussillon bei Foundation for Medieval Genealogy.ac

| Vorgänger     | Amt                         | Nachfolger           |
| ------------- | --------------------------- | -------------------- |
| Gausfred III. | Graf von Rosselló 1164–1172 | Grafschaft Barcelona |

| Personendaten    | Personendaten     |
| ---------------- | ----------------- |
| NAME             | Girard II.        |
| KURZBESCHREIBUNG | Graf von Rosselló |
| GEBURTSDATUM     | 12. Jahrhundert   |
| STERBEDATUM      | 1172              |